# Verbena
- Commons
- Wikispecies

Verbena é um género botânico pertencente à família Verbenaceae.

## Espécies
O gênero Verbena possui 101 espécies reconhecidas atualmente.
- Verbena alata Cham.
- Verbena allenii Moldenke
- Verbena ambrosiifolia Rydb. ex Small
- Verbena argentina Moldenke
- Verbena bangiana Moldenke
- Verbena barbata Graham
- Verbena berteroi (Meisn.) Schauer
- Verbena bingenensis Moldenke
- Verbena bipinnatifida Nutt.
- Verbena blanchardii Moldenke
- Verbena bonariensis L.
- Verbena bracteata Cav. ex Lag. & Rodr.
- Verbena brasiliensis Vell.
- Verbena californica Moldenke
- Verbena calinfera G.L.Nesom
- Verbena canescens Kunth
- Verbena caniuensis Moldenke
- Verbena carnea Medik.
- Verbena carolina L.
- Verbena clemensorum Moldenke
- Verbena cloverae Moldenke
- Verbena cochabambensis Moldenke
- Verbena concepcionis Moldenke
- Verbena cumingii Moldenke
- Verbena cuneifolia Ruiz & Pav.
- Verbena deamii Moldenke
- Verbena delicatula Mart. & Zucc.
- Verbena demissa Moldenke
- Verbena ehrenbergiana Schauer
- Verbena engelmannii Moldenke
- Verbena ephedroides Cham.
- Verbena falcata G.L.Nesom
- Verbena ferreyrae Moldenke
- Verbena filicaulis Schauer
- Verbena glabrata Kunth
- Verbena goodmanii Moldenke
- Verbena goyazensis Moldenke
- Verbena gracilescens (Cham.) Herter
- Verbena gracilis Desf.
- Verbena grisea B.L.Rob. & Greenm.
- Verbena halei Small
- Verbena hastata L.
- Verbena hayekii Moldenke
- Verbena hirta Spreng.
- Verbena hispida Ruiz & Pav.
- Verbena hybrida Groenl. & Rumpler
- Verbena illicita Moldenke
- Verbena incompta P.W.Michael
- Verbena intermedia Gillies & Hook.
- Verbena kuhlmannii Moldenke
- Verbena landbeckii Phil.
- Verbena lasiostachys Link
- Verbena lindbergii Moldenke
- Verbena lindmanii Briq.
- Verbena litoralis Kunth
- Verbena livermorensis B.L.Turner & G.L.Nesom
- Verbena macdougalii A.Heller
- Verbena madrensis G.L.Nesom
- Verbena malmii Moldenke
- Verbena menthifolia Benth.
- Verbena moctezumae G.L.Nesom & T.Van Devender
- Verbena moechina Moldenke
- Verbena montevidensis Spreng.
- Verbena moranii G.L.Nesom
- Verbena multiglandulosa Moldenke
- Verbena neomexicana (A.Gray) Briq.
- Verbena officinalis L.
- Verbena oklahomensis Moldenke
- Verbena ovata Cham.
- Verbena paranensis Moldenke
- Verbena parvula Hayek
- Verbena perennis Wooton
- Verbena perriana Moldenke
- Verbena perturbata Moldenke
- Verbena pinetorum Moldenke
- Verbena plicata Greene
- Verbena pogostoma Klotzsch ex Walp.
- Verbena recta Kunth
- Verbena regnelliana Moldenke
- Verbena reitzii Moldenke
- Verbena ribifolia Walp.
- Verbena rigida Spreng.
- Verbena rugosa Mill.
- Verbena rydbergii Moldenke
- Verbena sagittalis Cham.
- Verbena scabra Vahl
- Verbena scabrella Sessé & Moc.
- Verbena simplex Lehm.
- Verbena sphaerocarpa L.M.Perry
- Verbena stricta Vent.
- Verbena strigosa Cham.
- Verbena stuprosa Moldenke
- Verbena subpetiolata N.O'Leary
- Verbena supina L.
- Verbena townsendii Svenson
- Verbena trachea Phil.
- Verbena urticifolia L.
- Verbena valerianoides Kunth
- Verbena villifolia Hayek
- Verbena weberbaueri Hayek
- Verbena xutha Lehm.

## Classificação do gênero
| Sistema | Classificação                    | Referência               |
| ------- | -------------------------------- | ------------------------ |
| Linné   | Classe Diandria, ordem Monogynia | Species plantarum (1753) |

A erva também é citada em várias séries de vampiros como , e muitas culturas acreditam que a planta é sagrada.
Uma parente 